# Louise Henry (Malerin)

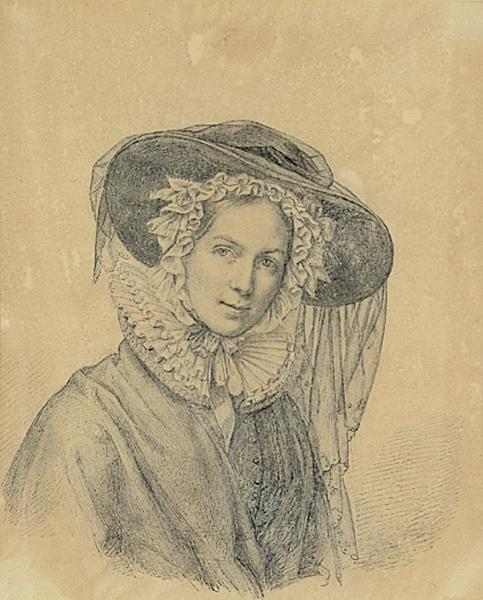
Selbstporträt

Louise Henry, geb. Claude (* 5. April 1798 in Berlin; † 15. Juli 1839 ebenda) war eine deutsche Malerin.

## Leben und Kunststudium
Louise Henry war das vierte Kind von Louis und Judith Claude und entstammte einer Familie von Hugenotten. Louises Urgroßeltern väterlicherseits kamen zwischen 1886 und 1889 aus Mannheim (Sedan). Die Urgroßeltern mütterlicherseits stammten aus der Umgebung Metz. Mit dem Edikt von Potsdam hatte Kurfürst Friedrich Wilhelm 1685 die Grundlage gelegt, dass der Bevölkerungsverlust durch den Dreißigjährigen Krieg von verfolgten französischen Glaubensbrüdern ausgeglichen wurde. (dazu Hugenotten in Berlin)
Bei Herrn Wohlers, dem Professor der Geographie in der Schulanstalt, erhielten Louise und ihre Schwester Henriette Kunstunterricht. Als sie in Jahresfrist bewiesen hatte, dass sie mit Handarbeiten Geld verdienen kann, gab der Vater die Erlaubnis die Malerei zu erlernen. In der Zeit der französischen Besatzung (1806–1808) trug sie durch den Verkauf von Porträts zum Familieneinkommen bei. 1812 erhielt Louise zunächst Zeichenunterricht nach Vorlageblättern und Gipsfiguren bei Félicité Henriette Robert, später bei Hofmaler Weitsch. Ab 1815 unterrichtete sie Professor Kretschmar im Ölmalen. Seit 1817 war sie Schülerin bei Wilhelm Schadow und nahm Unterricht im Portraitmalen. Dabei war sie ebenso Schülerin von Johann Friedrich Bolt, dessen Arbeiten, darunter viele Porträts, für den Buchdruck bestimmt waren.
Nach Madame Roberts Tod bekam Louise Claude deren akademischen Etat als Pension ausgezahlt. Für Frauen war die Kunst-Ausbildung schwer: anatomisches Zeichnen und lebende Modelle zu studieren war verwehrt, den Aktsaal durften nur Männer betreten. Der Zutritt öffentlichen Akademien verwehrt wurde, das durchzuführen. So blieb ihnen der Zutritt zum Aktsaal mit ausschließlich männlichen Modellen aus sittlichen Gründen versperrt.

## Kunstkarriere
Sie heiratete am 16. Oktober 1826 den Pfarrer an der französischen Kirche zu Berlin Paul Henry (1792–1853). Seine französische Familie war vor 1893 nach Berlin eingewandert und er kam aus einer traditionsreichen Künstlerfamilie. Paul Henry war der Enkel des Kupferstechers Daniel Chodowiecki (1726–1801), dessen Mutter war aus einer Familie französischer Refugies. In diesem Jahr wechselte Schadow nach Düsseldorf. Mit der Heirat zog Louise in die Niederlagstraße 1. Hier saß die Leitung der französisch-reformierten Gemeinde in Berlin befand. Unter Einfluss von Henry Claude musste sie ihre Kunst nicht mehr zum Erwerb einsetzen und musste sich nicht mehr geringer entlohnen lassen als männliche Konkurrenten.
Seit 1812 war Louise Henry mit ihrer Kunst an den Berliner Akademie-Ausstellungen beteiligt und präsentierte dort in insgesamt 14 Ausstellungen rund 80 Werke in verschiedenen Techniken. Am 1. März 1833 verlieh ihr die Preußische Akademie der Künste die „außerordentliche Mitgliedschaft“. Mit der Ehrung einer Frau sollten diese „zu fernen Fortschritten in der Kunst ermuntert“ werden. Um ordentliches Mitglied zu werden, mussten Frauen Proben ihrer Fortschritte an die Akademie einsenden. Louise wurde zum außerordentlichen Mitglied der Königlichen Akademie der Künste gewählt. Ihre Werke stellte sie in der Königlich Preußischen Akademie der bildenden Künste und mechanischen Wissenschaften zu Berlin aus. Sie schuf hauptsächlich weibliche Pastellbildnisse. Louise Henry war die letzte Frau, bevor sich nach der Revolution von 1918 die Bedingungen der Akademie änderten. Die nächste in die Akademie aufgenommene Künstlerin war Käthe Kollwitz im Jahre 1919.
Louise Henrys Werkumfang umfasst 40 Porträts, 26 Kopien von Vorlagen, acht Gruppen- und Familienbilder, drei Genreszenen und vier Kompositionen nach historischen Vorlagen. Ihre hinterlassenen Skizzenbücher enthalten 340 Zeichenblätter mit 300 porträtierten Personen, meisten Portraitzeichnungen namentlich bekannter Personen. Sie zeichnet vorzugsweise im Freundes- und Bekanntenkreis, darunter Wilhelm von Humboldt, Friedrich Carl von Savigny und Wilhelm Schadow. Doch sie zeichnete auch einfache Menschen: Obstfrauen aus Werder, Köchinnen und Arbeiter bei der Arbeit. Andere Arbeiten widmete sie Szenen aus dem Alten Testament, anderen religiösen und literarischen Themen. Ihre Familienbilder sind mit dem Berliner Biedermeier verbunden: detailgetreu Kleider, Kopfbedeckungen und leblose Dinge der Biedermeierzeit sind enthalten. Die Porträts waren mit zeitgenössischen Details verbunden, die verbreiteter Literatur entnommen. So aus den Schriften des Historikers Charles Ancillon und seinem Werk über die Historie der französischen Refugies in Brandenburg-Preußen.

## Bedeutung und Ehrung
Mit kurzen Reiseunterbrechungen lebte Louise Henry bis zu ihrem Tode in Berlin. Sie starb im Alter von 41 Jahren infolge einer Kehlkopf-Schwindsucht und wurde auf dem Dorotheenstädtischen Friedhof bestattet. Ihre Grabstätte wurde Anfang der 1940er Jahre „mangels öffentlichen Interesses“ eingeebnet.
Ihre Werke waren in der „Ausstellung deutscher Kunst 1775-1875“ vertreten. Louise Henry gehört zu den in Vergessenheit geratenen Berliner Künstlern und in der „Jahrhundert-Ausstellung“ wurden die „vergessenen oder übersehenen Begabungen“ gezeigt. Die Kunstwerke der Claude Henry befinden sich bis auf wenige Ausnahmen in Privatbesitz.
In Berlin wurde im Ortsteil Französisch-Buchholz eine Straße nach ihr benannt. In der Beschlussfassung zur Benennung Anlage 1 ist eine umfangreiche Biografie enthalten.